# حكايات كانتربري
حكايات كنتربري هي مجموعة مؤلفة من 24 قصة تصل حتى 17,000 سطر كتبها جيفري تشوسر باللغة الإنجليزية الوسطى بين عام 1387 وعام 1400. يُنظر إليها على نطاق واسع على أنه «أعظم ما أبدع» تشوسر. أصبح تشوسر في عام 1386 مراقبًا للجمارك وقاضيًا للصلح، وعمل في عام 1389 كاتبًا للملك. بدأ تشوسر خلال هذه السنوات العمل على نصه الأكثر شهرة، حكايات كنتربري. تُقدم الحكايات  كجزء من مسابقة سرد القصص يُقيّمها مجموعة من الحجاج أثناء سفرهم معًا من لندن إلى كنتربري لزيارة ضريح القديس توماس بيكيت في كاتدرائية كنتربري. كانت جائزة هذه المسابقة عبارة عن وجبة مجانية في نزل تابارد [الإنجليزية]
 في ساوثوورك عند عودتهم.
يُنظر بالإجماع إلى حكايات كنتربري، بعد قائمة طويلة من الأعمال التي كتبها تشوسر في وقت مبكر من حياته المهنية بما في ذلك ترويولس وكريسايد وبيت الشهرة وبرلمان الطيور، على أنها ماغنوم أوبوس  لتشوسر. يستخدم تشوسر الحكايات ويصف شخصياته بهدف رسم صورة ساخرة وناقدة للمجتمع الإنجليزي في ذاك الوقت، وبشكل خاص للكنيسة. لم يسبق لهذه المجموعة الواسعة من الطبقات الاجتماعية وأنواع الأشخاص الذين استخدمهم تشوسر مثيل في اللغة الإنجليزية. على الرغم من أن الشخصيات من نسج الخيال، فهي تقدم مجموعة متنوعة من الأفكار حول العادات والممارسات في ذلك الوقت. تؤدي هذه البصيرة إلى مجموعة متنوعة من المناقشات والخلافات بين الأشخاص في القرن الرابع عشر. على سبيل المثال، رغم تمثيل الطبقات الاجتماعية المختلفة في هذه القصص وكون الحجاج يسعون إلى تحقيق روحاني، من الواضح أنهم يهتمون بأشياء دنيوية أكثر من تلك الروحية. تشبه المجموعة من الناحية الهيكلية الديكاميرون لجيوفاني بوكاتشيو، إذ ربما كان تشوسر قد قرأه خلال أول مهمة دبلوماسية له في إيطاليا عام 1372.
تجدر الإشارة إلى أن أكبر مساهمة لحكايات كنتربري في الأدب الإنجليزي تتجلى في نشر اللغة الإنجليزية العامية في الأدب العام، على عكس الفرنسية أو الإيطالية أو اللاتينية. مع ذلك، استُخدمت اللغة الإنجليزية لغةً أدبيةً قبل قرون من عصر تشوسر، وكتب العديد من معاصريه أمثال جون غوير ويليام لانغلاند والشاعر اللؤلؤة [الإنجليزية]
 وجوليان النورتشية أعمالًا أدبية كبرى باللغة الإنجليزية. ليس من الواضح إلى أي مدى كان تشوسر مبتكرًا في هذا التطور للتفضيل الأدبي.
يذكر تشوسر بوضوح المحادثات للعديد من قصائده، لكن من الصعب تحديد الجمهور المقصود من حكايات كنتربري. كان تشوسر شاعر بلاط، مما دفع البعض للاعتقاد بأنه كان كذلك بشكل أساسي ولم يكتب سوى لطبقة النبلاء.
يسود الاعتقاد بأن حكايات كنتربري لم تكن مكتملة في نهاية حياة تشوسر الذي قدم في التمهيد العام [الإنجليزية]
 نحو 30 حاجًا. بحسب ما جاء في التمهيد، كانت نية تشوسر كتابة أربع قصص من وجهة نظر كل حاج، اثنتان في الطريق إلى وجهتهم واثنتان عند العودة من ضريح القديس توماس بيكيت . على الرغم من عدم اكتمالها، تُعد حكايات كنتربري من أهم الأعمال في الأدب الإنجليزي، وتتميز بأنها مفتوحة أمام مجموعة واسعة من التفسيرات.

## النص
لا يزال الجدل حول اكتمال حكايات كانتربري يدور حتى يومنا هذا. هناك 84 مخطوطة وأربع طبعات محملية  من العمل، يتجاوز عدد نسخ حكايات كانتربري عدد نسخ أي نص أدبي إنجليزي عامي آخر باستثناء وخز الضمير. لكن لا ينبغي اعتبار هذه الكثرة دليلًا قاطعًا على شعبية الحكايات في القرن الذي أعقب وفاة تشوسر، لأنه، وفقًا لديريك بيرسال، من غير العدل اعتبار أن وخز الضمير كان له كل فائدة «الحفاظ على موضوع ديني عقائدي». يُعتقد أن 55 مخطوطة من هذه المخطوطات كانت كاملة في الأصل، في حين أن 28 مخطوطة مجزأة لدرجة أنه من الصعب التأكد مما إذا نُسخت بشكل فردي أو جزء من مجموعة. تختلف الحكايات بطرق ثانوية وكبيرة من مخطوطة إلى مخطوطة؛ ترجع العديد من الاختلافات الطفيفة إلى أخطاء الناسخين، بينما يُقترح في حالات أخرى أن تشوسر أضاف إلى عمله وقام بمراجعته أثناء نسخه وربما أثناء توزيعه.
لا يُعدّ أيٌّ من مخطوطات حكايات كانتربري الباقية من أصلٍ كتبه تشوسر نفسه، بل نُسِخَت لاحقًا. يُعتقد أنّ أقدم مخطوطة هي «MS Peniarth 392 D»، والتي كتبها ناسخٌ بعد وفاة تشوسر بوقتٍ قصير. ومن أشهر المخطوطات الأخرى مخطوطة إليسمير، وهي مخطوطةٌ بخطّ اليد لشخصٍ واحدٍ مع رسومٍ توضيحيةٍ لعدة رسامين؛ رُتبت الحكايات بالترتيب الذي اتبعه العديد من المحررين اللاحقين لعدة قرون. كانت النسخة الأولى من حكايات كانتربري التي نُشرت مطبوعةً هي طبعةُ وليم كاكستون عام 1476. كانت هذه الطبعة من بين الكتب الأولى التي طبعها كاكستون، الذي يُعدّ أول شخصٍ في إنجلترا استخدم آلة الطباعة. لا يوجد سوى 10 نسخٍ معروفةٍ من هذه الطبعة، بما في ذلك نسخةٌ محفوظةٌ في المكتبة البريطانية ونسخةٌ أخرى في مكتبة فولجر شكسبير.
في عام 2004، ادعت الباحثة لين موني، التي كانت آنذاك أستاذة في جامعة ماين وزميلة زائرة في كلية كوربوس كريستي في كامبريدج [الإنجليزية]
، أنّها تمكنت من تحديد هوية كاتبٍ عمل لدى تشوسر، ووفقًا لموني، فإنّ الكاتب هو آدم بينكهيرست [الإنجليزية]
، استندت موني في ادعائها إلى مطابقة أسلوب كتابة بينكهيرست في ورقة سكريفنر المشتركة مع الكتابة اليدوية في مخطوطة هينجورت، وهي مخطوطةٌ قديمةٌ لحكايات كانتربري. افترضت موني أنّ مخطوطة هينجورت قد تكون منسوخة من نسخة عمل تشوسر الأصلية. لاقى ادعاء موني قبولًا عامًا من قبل العديد من الأكادميين، إلا أنّ بعضهم الآخر أعرب عن شكوكهم.

## الترتيب
لا يوجد إجماعٌ علميٌّ حول وجود نسخةٍ كاملةٍ من حكايات كانتربري كما كتبها جيفري تشوسر نفسه. كما أنّ ترتيب القصص الذي قصده تشوسر لا يزال موضع نقاشٍ.